# Noyal-Châtillon-sur-Seiche
Noyal-Châtillon-sur-Seiche település Franciaországban, Ille-et-Vilaine megyében. Lakosainak száma 7995 fő (2022. január 1.). Noyal-Châtillon-sur-Seiche Rennes, Chantepie, Chartres-de-Bretagne, Saint-Erblon, Saint-Jacques-de-la-Lande, Vern-sur-Seiche és Pont-Péan községekkel határos.

## Népesség
A település népességének változása:
| Lakosok száma | 6783 | 6911 | 7043 | 6919 | 6885 | 7003 | 7318 | 7631 | 7995 |
|               | 2013 | 2015 | 2016 | 2017 | 2018 | 2019 | 2020 | 2021 | 2022 |